# Хмелевка (платформа)
«Хмелевка» (бел. Хмелеўка) — остановочный пункт электропоездов в Минском районе. Расположен на перегоне «Беларусь — Радошковичи» между станцией Беларусь и Анусино.
Недалеко от станции находится одноимённый посёлок и Главный канал Вилейско-Минской водной системы.

## Стоимость
Стоимость проезда от станции Минск-Пассажирский — 1.19 копеек, от станции Молодечно — 1.25 копеек.

## В пути
Время в пути на пригородных электропоездах со всеми остановками около 43 минут.